# Embalse del Ordunte
El embalse del Ordunte, también conocido como pantano de Ordunte, está ubicado en el término municipal español de Valle de Mena, al norte de la provincia de Burgos, en la comunidad autónoma de Castilla y León.

## Historia
El embalse, construido para recoger las aguas de los ríos Ordunte (tributario del río Cadagua y correspondiente a la cuenca del río Nervión) y Cerneja (tributario del río Trueba y correspondiente a la cuenca del río Ebro) fue inaugurado por Indalecio Prieto, ministro de Obras Públicas, el día 22 de marzo de 1933. Sobre estas aguas el Ayuntamiento de Bilbao había obtenido una concesión a perpetuidad (Gaceta de Madrid, de 28 de enero de 1928) por parte del dictador Primo de Rivera. Dicha concesión fue revisada en su día (ley de 1985) y actualmente tiene fecha de caducidad el 1 de enero de 2061.
El proyecto de construcción se aprobó en Bilbao, el 5 de agosto de 1925, siendo alcalde Federico Moyúa. Las canteras de obtención de la piedra se abrieron en enero de 1929 y siendo alcalde Ernesto Ercoreca se inauguró en 1933.
Se accede a él por la carretera Burgos-Bilbao CL-629 (salida Nava de Ordunte).
A pesar de estar radicado en Burgos, la titularidad y gestión corresponde al Ayuntamiento de Bilbao y abastece exclusivamente de agua potable a casi la totalidad de esta villa a aproximadamente 40 km del pantano. También abastece a diversas poblaciones burgalesas del Valle de Mena, como Nava de Ordunte, Gijano, Santecilla y El Berrón, y de la comarca de las Encartaciones en Vizcaya.